# Zannanza
Zannanza fue un príncipe hitita de mediados-finales del siglo XIV a. C.
El rey hitita Suppiluliuma I recibió la petición de una reina viuda de Egipto para que enviara a uno de sus hijos para casarse con ella. Desconfiando de una propuesta tan extraña, el rey hitita envió un emisario para asegurarse de que la petición era veraz.  
Zannanza, cuarto hijo de Suppiluliuma I, fue el escogido por su padre para casarse con la reina egipcia. La identidad de esta reina no está del todo clara, aunque se cree que podría ser la viuda de Tutankamón, llamada Anjesenamón, pero también podría tratarse de la viuda de Akenatón o de la de Semenejkara.
Sin embargo, Zannanza murió antes de llegar a su destino, probablemente asesinado por orden del nuevo faraón, Ay. Suppiluliuma I entonces declaró la guerra a Egipto y su hijo Arnuwanda fue quien comandó la expedición de castigo.
Se desconoce casi por completo cómo fue el desarrollo de esta guerra. Una plegaria de Mursili II indica que los egipcios sufrieron perdidas considerables, hasta que una epidemia llevada por los prisioneros egipcios a Hattusa devastó el imperio hitita y causó la muerte de Suppiluliuma y de su hijo Arnuwanda.